# Asplenium micantifrons
Asplenium micantifrons är en svartbräkenväxtart som först beskrevs av Tuy., och fick sitt nu gällande namn av Tuy. och Hideaki Ohba. Asplenium micantifrons ingår i släktet Asplenium och familjen Aspleniaceae. Inga underarter finns listade.